# Hauptmarkt (Trier)

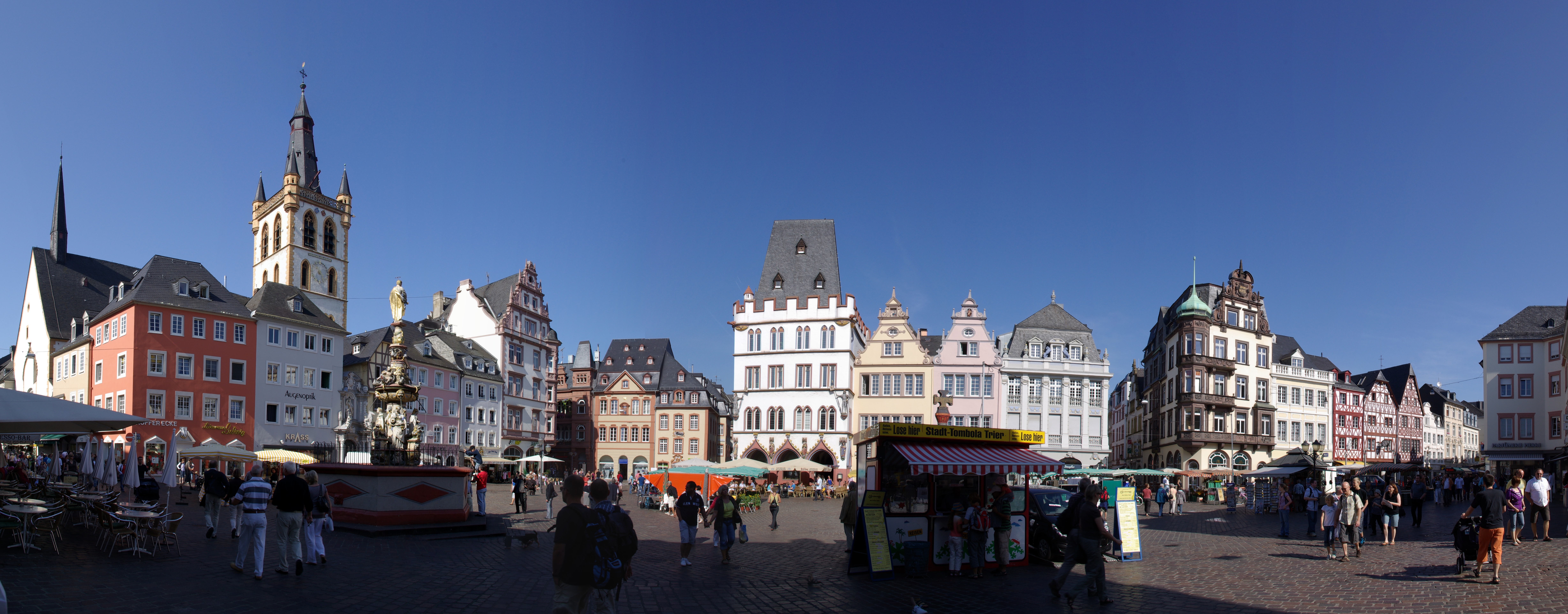
Hauptmarkt mit St. Gangolf (links), Petrusbrunnen, Steipe und Marktkreuz (Bildmitte)

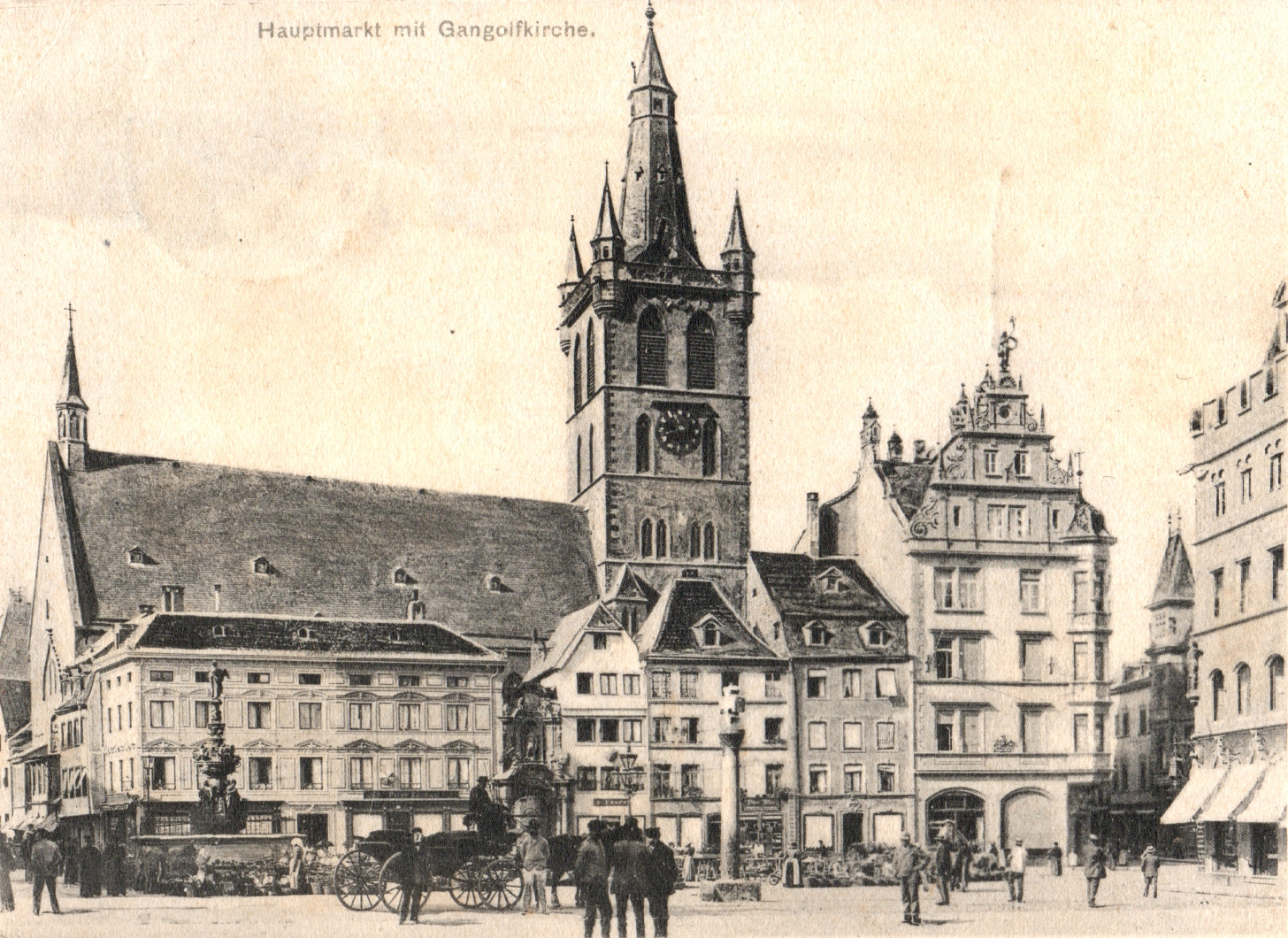
Hauptmarkt mit St. Gangolf im Jahr 1899

Plan

Der Hauptmarkt von Trier ist der zentrale und einer der größten Plätze der Stadt.
Er liegt im historischen Stadtkern unmittelbar vor der Domstadt im heutigen Bezirk Mitte/Gartenfeld. Die wichtigsten städtischen Geschäftsstraßen treffen hier zusammen. Im Jahr 958 stattete Erzbischof Heinrich I. den Hauptmarkt mit dem Marktkreuz als Hoheitssymbol aus. Der Hauptmarkt war in der mittelalterlichen Stadt Warenverkaufs- und Handelsplatz.
Die Marktumbauung mit Häusern der Renaissance, des Barock, des Klassizismus und des Späthistorismus ist zu zwei Dritteln bewahrt. Prägend sind heute zahlreiche große und städtisch-repräsentative Gebäude, darunter die Hauptwache und das ehemalige Domhotel im Neorenaissance-Stil deutscher Prägung. Dort stehen außerdem die Steipe, ein um 1430 errichtetes und (nach völliger Zerstörung im Zweiten Weltkrieg) im 20. Jahrhundert mithilfe „schöpferischer Denkmalpflege“ (Dehio) wiedererrichtetes Bürgerhaus und heute das Repräsentationshaus des Stadtrats sowie das Rote Haus mit dem Spruch über die sagenhafte Gründung Triers durch Trebeta. Die Kirche St. Gangolf ist nur durch ein Barocktor vom Markt aus zugänglich und ansonsten völlig umbaut.
Vom Hauptmarkt kann man durch die Judenpforte in die Judengasse treten und kommt so in das ehemalige jüdische Viertel der Stadt.

## Kultur und Sehenswürdigkeiten

### Marktkreuz
Erzbischof Heinrich I. stattete den Hauptmarkt 958 mit dem Marktkreuz als Hoheitszeichen aus. Über dem Blattkapitell trägt es in 3 m Höhe die lateinische Inschrift „Henricus archiepiscopus Treverensis me erexit“ (dt.: Der Trierer Erzbischof Heinrich hat mich errichtet). Das Palmetten-Lotus-Kapitell, welches das Marktkreuz trägt, wurde in karolingischer Zeit hinzugefügt. Auf der Vorderseite des Marktkreuzes findet sich ein Abbild des Lamm Gottes mit einem Kreuzstab und einem Siegesbanner. An den Seiten des Marktkreuzes wurden eine Darstellung des heiligen Petrus und eine Sonnenuhr eingefügt. Auf der Rückseite ist die Inschrift „Renovatum 1724“ eingemeißelt.

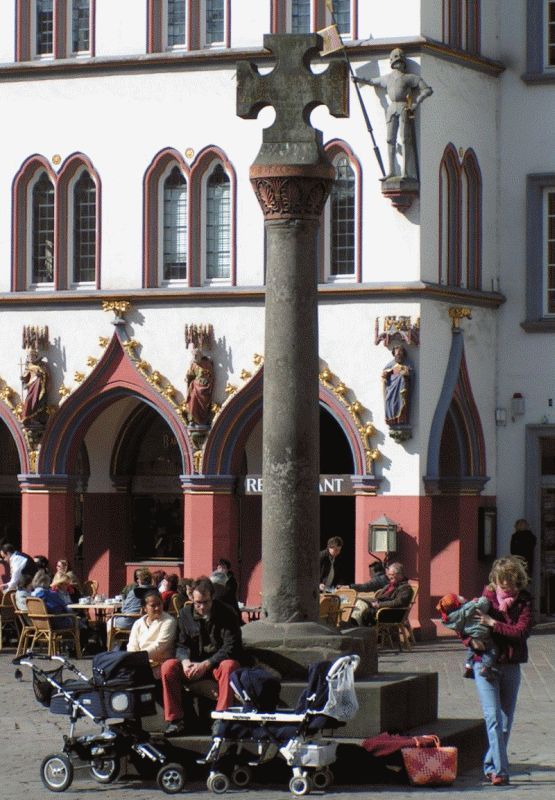
Marktkreuz, dahinter die „Steipe“
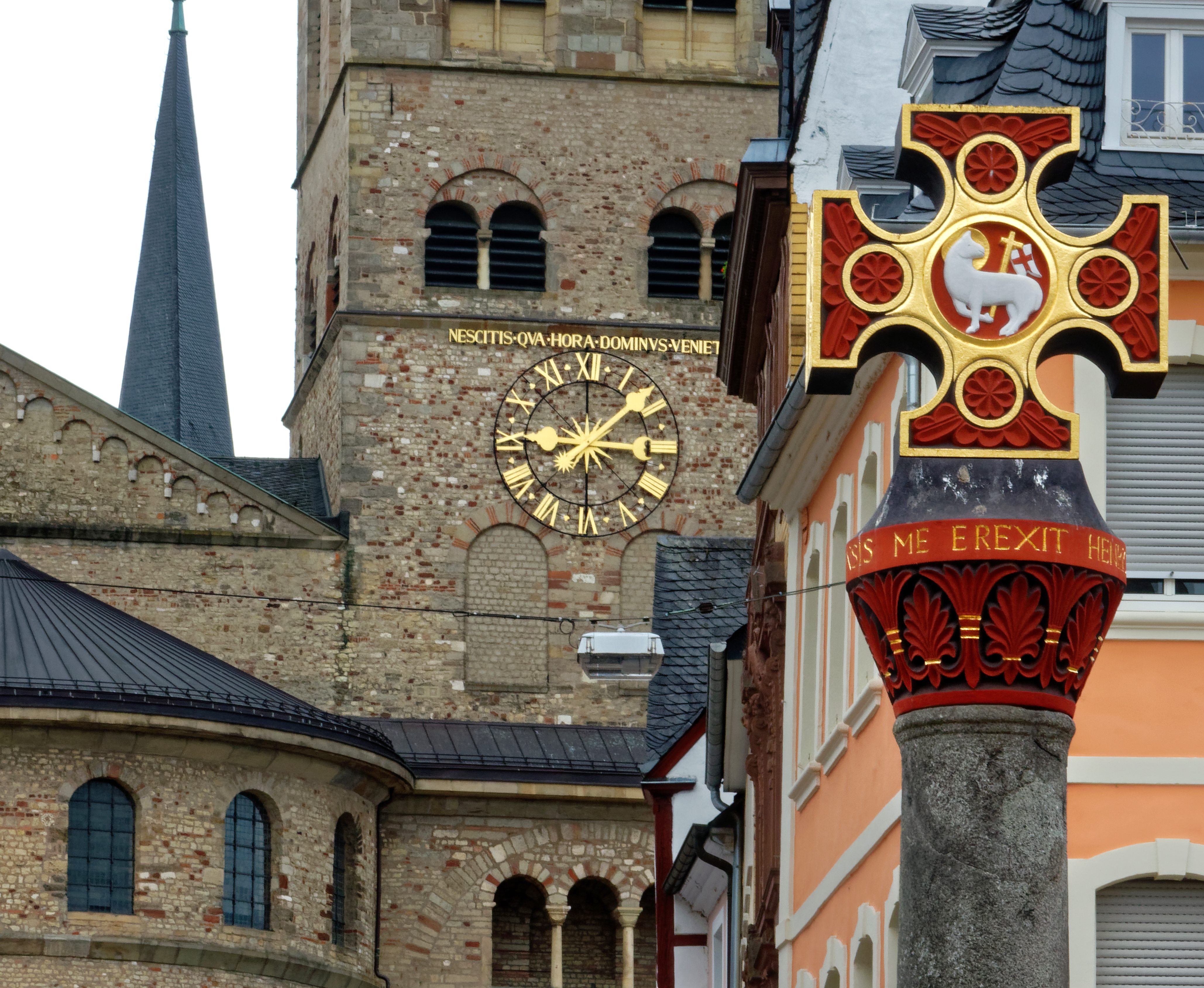
Marktkreuz mit dem Lamm Gottes
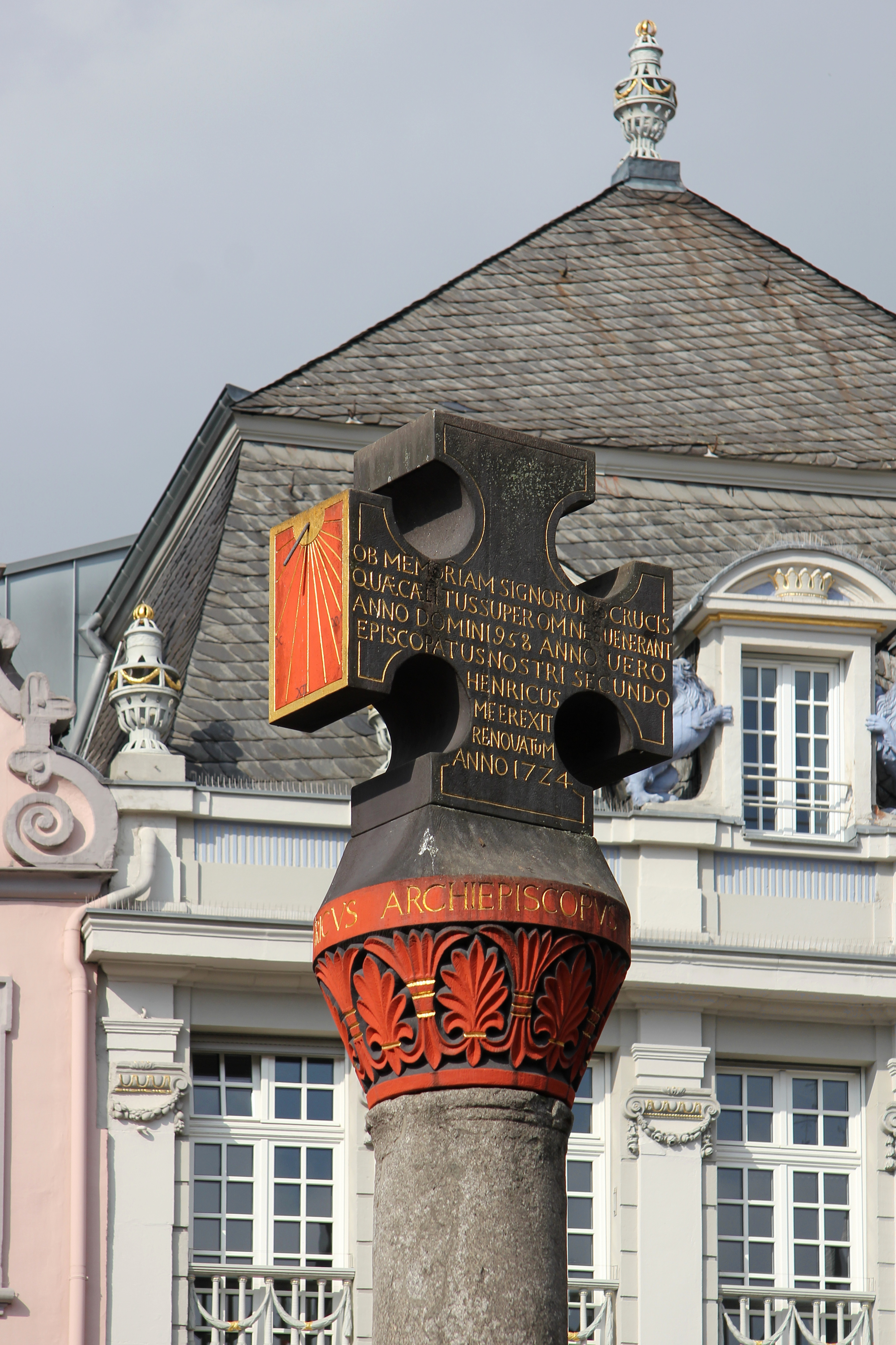
Südostseite des Kreuzes
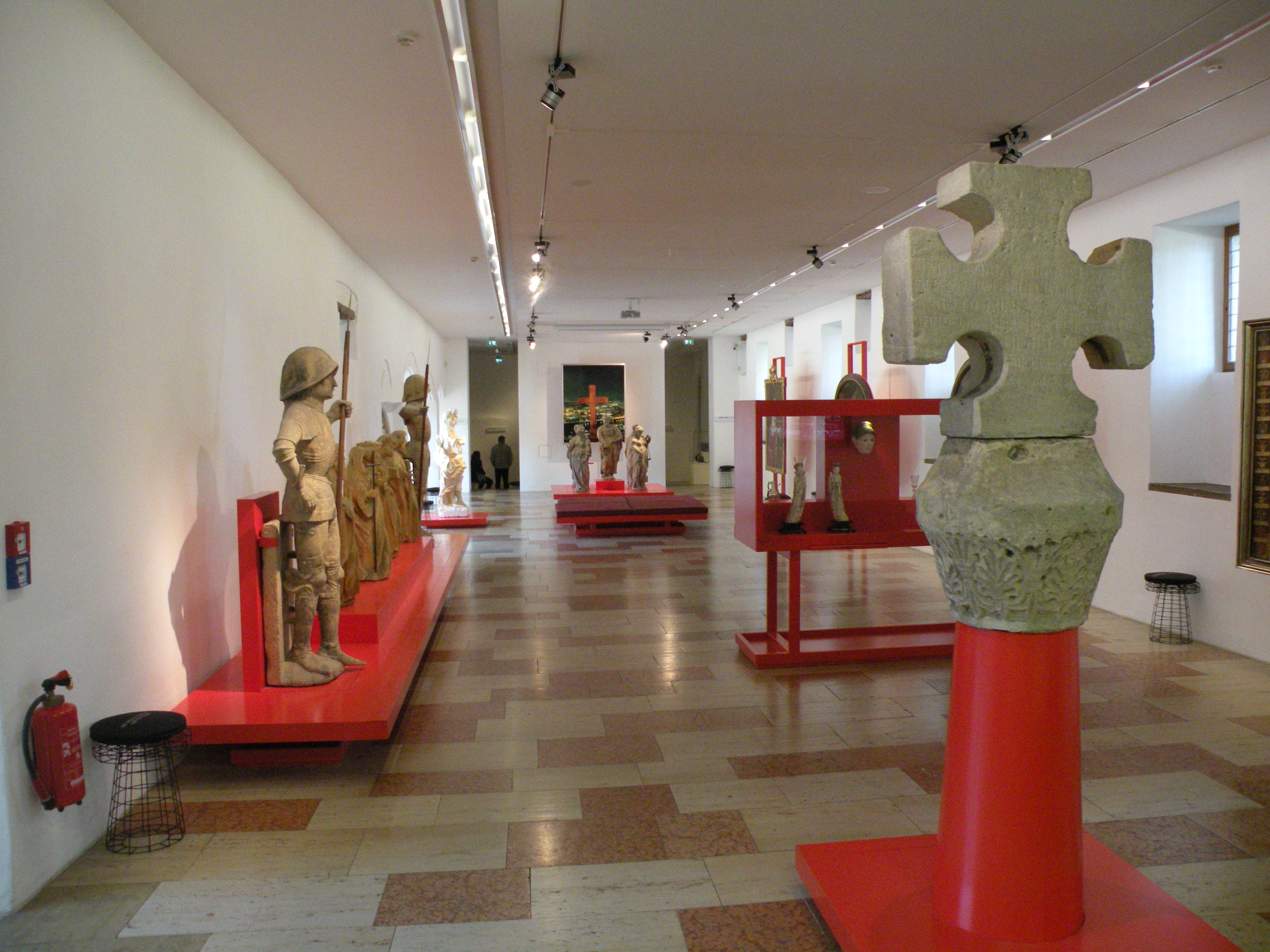
Original-Marktkreuz im Städtischen Museum Simeonstift

Das Kreuz steht auf einer alten römischen Säule, die ab 1200 auch als Pranger diente, der als Symbol für das Marktgericht stand. Noch heute sind vier eingeschlagene Löcher zu erkennen, an denen Ketten mit Halseisen, Fußfesseln und Schandstein befestigt waren. Berichte zeugen ab Mitte des 14. Jahrhunderts von angeblich zwei weiteren Prangern. Wie lange die Säule Pranger war, ist nicht erforscht.
Mittlerweile befindet sich auf der Säule nur noch eine Kopie des mittelalterlichen Marktkreuzes. Das Original, historisch für die Topographie des Hauptmarktes als religionspolitisches Hoheitszeichen sowie als Friedens- und Rechtsmal von großer Bedeutung, wird seit 1964 im Städtischen Museum Simeonstift ausgestellt. Das Trierer Marktkreuz ist das wahrscheinlich älteste unter den mittelalterlichen Marktkreuzen Europas, die zum großen Teil in Belgien und Frankreich erhalten sind.
Seit dem 1. Dezember 1979 steht das Marktkreuz an seinem heutigen Standort. Im Jahr 2004 erhielt es nach einem Farbkonzept von Rainer Thelen seinen farbigen Anstrich wieder.

### Petrusbrunnen
Der 1594/95 von dem Bildhauer Hans Ruprecht Hoffmann geschaffene Petrusbrunnen im südlichen Bereich des Platzes steht etwa im Schnittpunkt von Grabenstraße und Dietrichstraße. Auf seiner Spitze steht eine Figur des Stadtpatrons Petrus, die dem Brunnen seinen Namen gab. Über einem sechseckigen Becken gruppieren sich die vier Kardinaltugenden, nämlich Justitia – die Gerechtigkeit, mit Schwert und Waage, Fortitudo – die Stärke, mit einer zerbrochenen Säule, Temperantia – die Mäßigung, mit Wein und Wasser, sowie Sapientia – die Weisheit, mit Spiegel und Schlange. Dazwischen befinden sich Tugendfiguren, Putten, Tiere (Gänse, Löwen, Delphine, Adler, Äffchen), das Stadtwappen und verschiedene Dekorelemente. Auch das Wappen des Bistums Trier (auf Silber ein rotes Kreuz) ist enthalten, darauf klein in der Mitte das Wappen des Bischofs Johann VII. von Schönenberg (auf Schwarz drei silberne Kreuze). Neben seiner Schmuckfunktion diente der Brunnen ursprünglich der Wasserversorgung und wurde von der Wasserleitung aus dem sogenannten Herrenbrünnchen gespeist. Erst seit der Anlage einer zentralen Wasserversorgung in Trier ist er ein reiner Zierbrunnen.

Petrusbrunnen
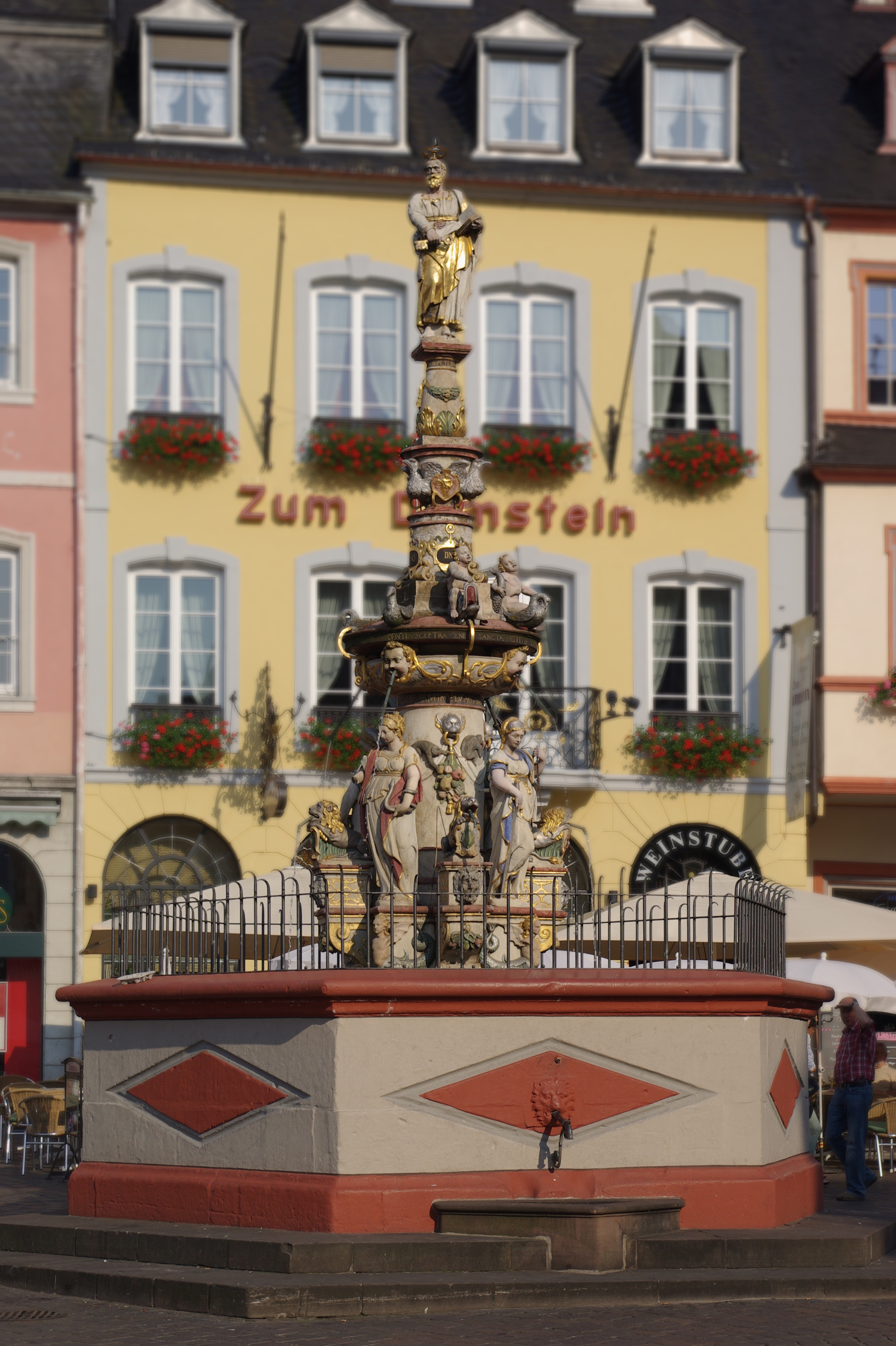
Petrusbrunnen 2008
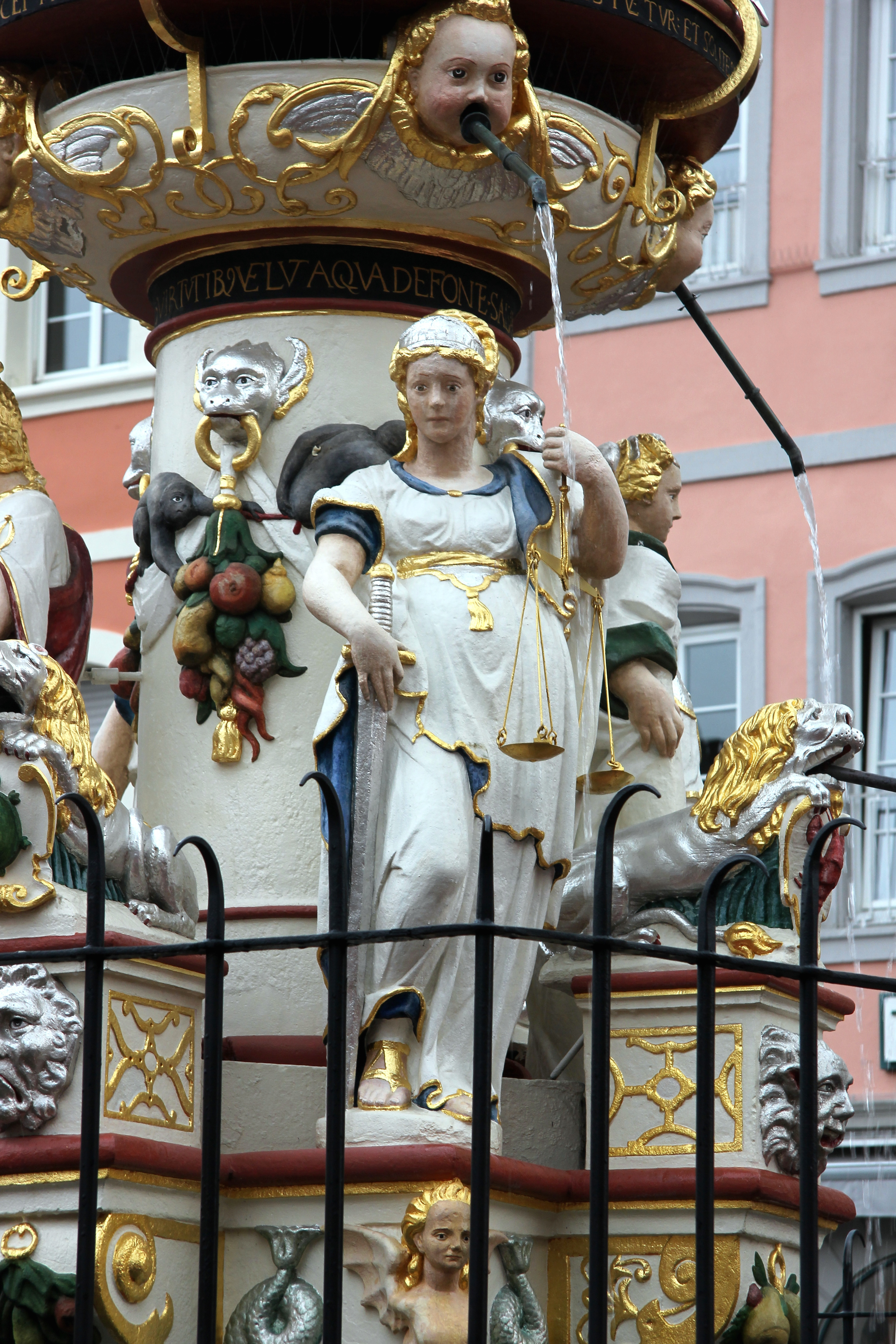
Justitia
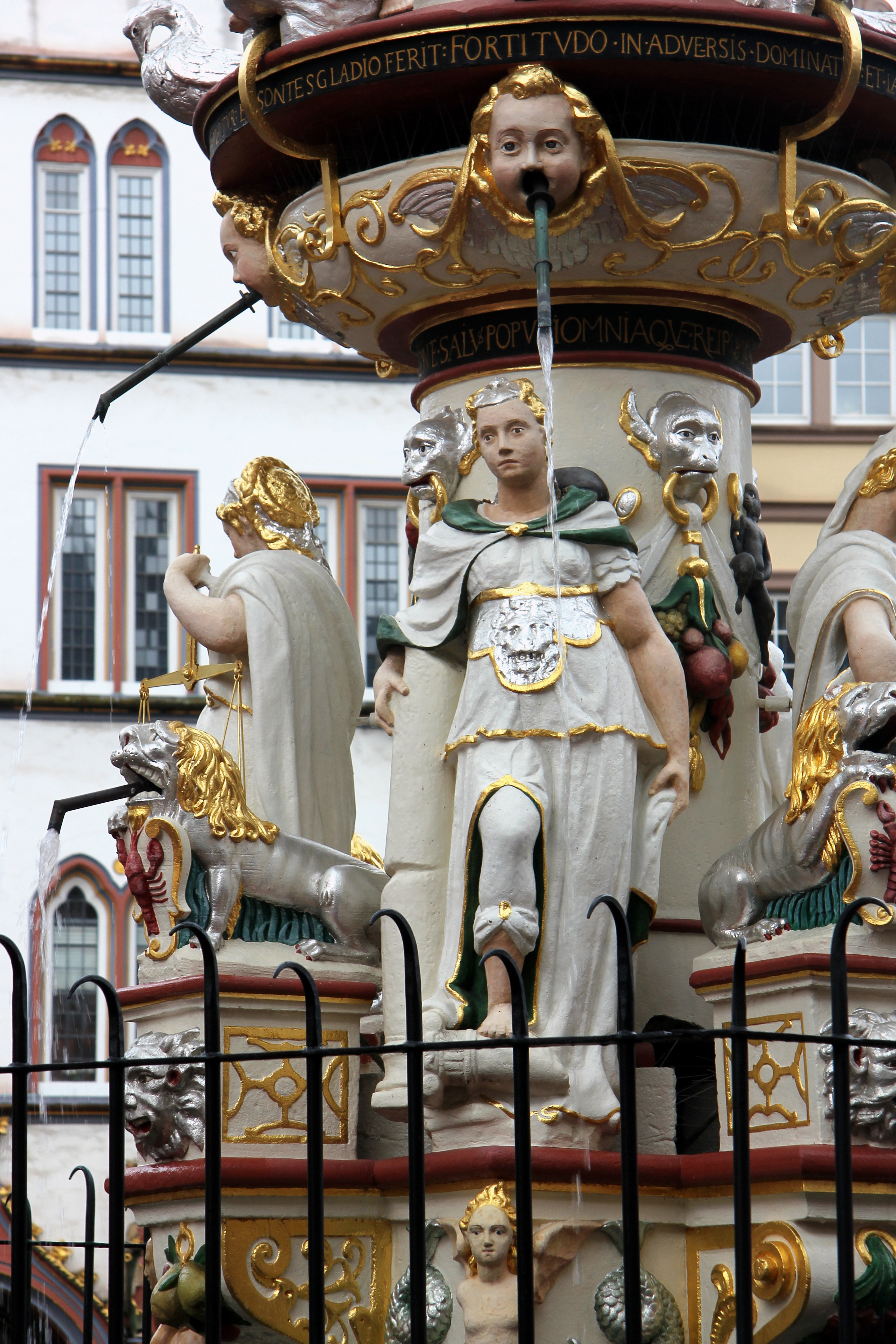
Fortitudo
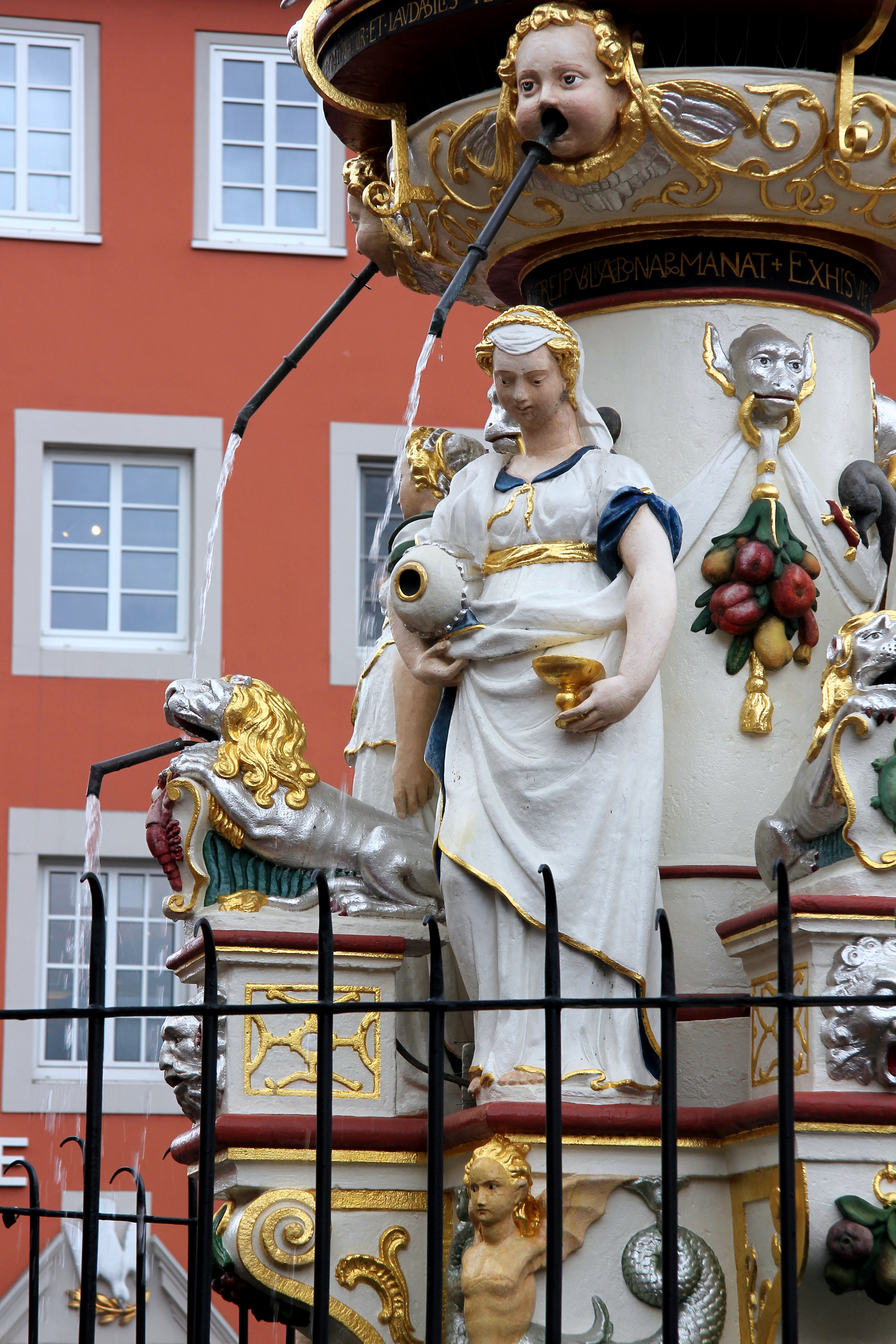
Temperantia
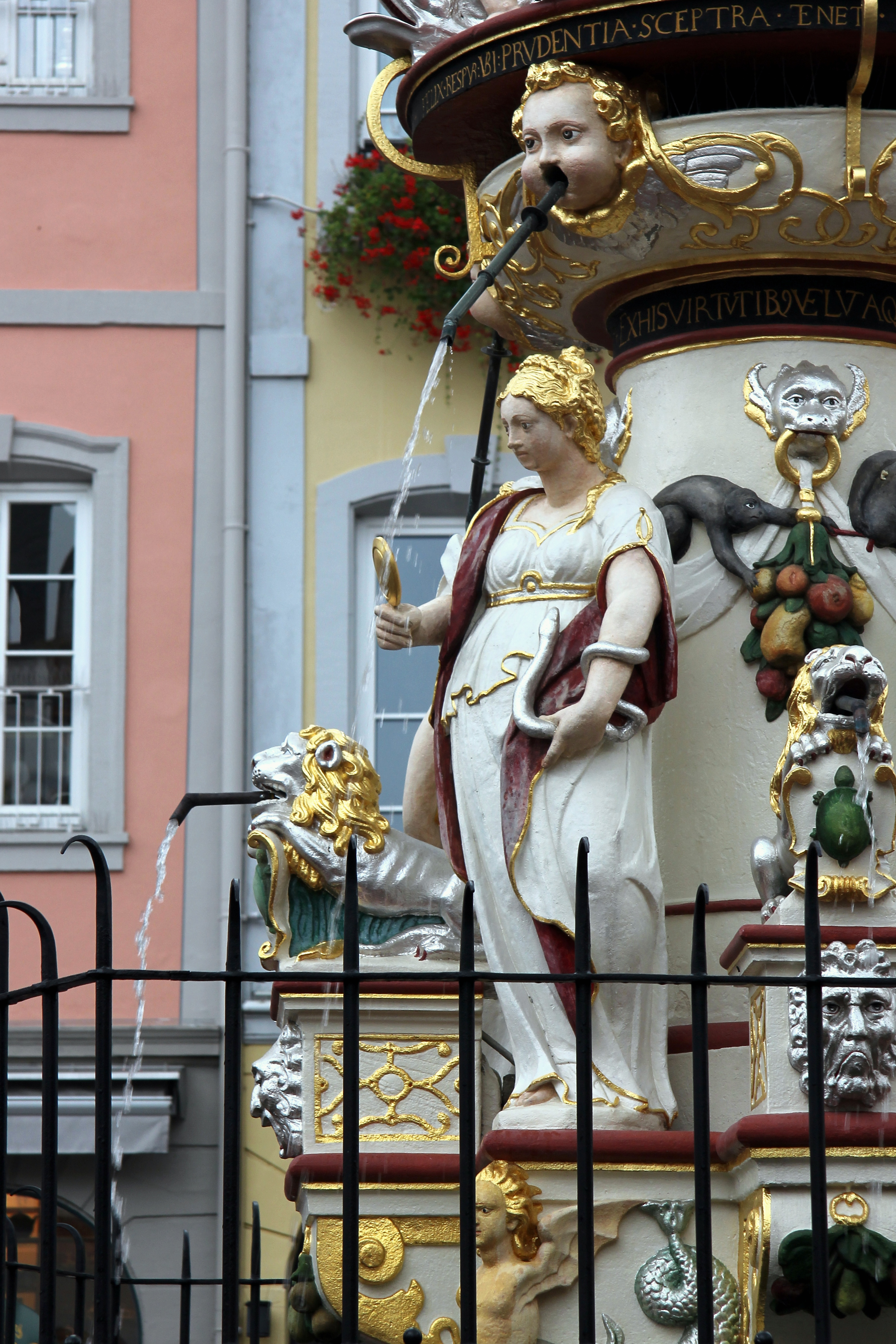
Sapientia
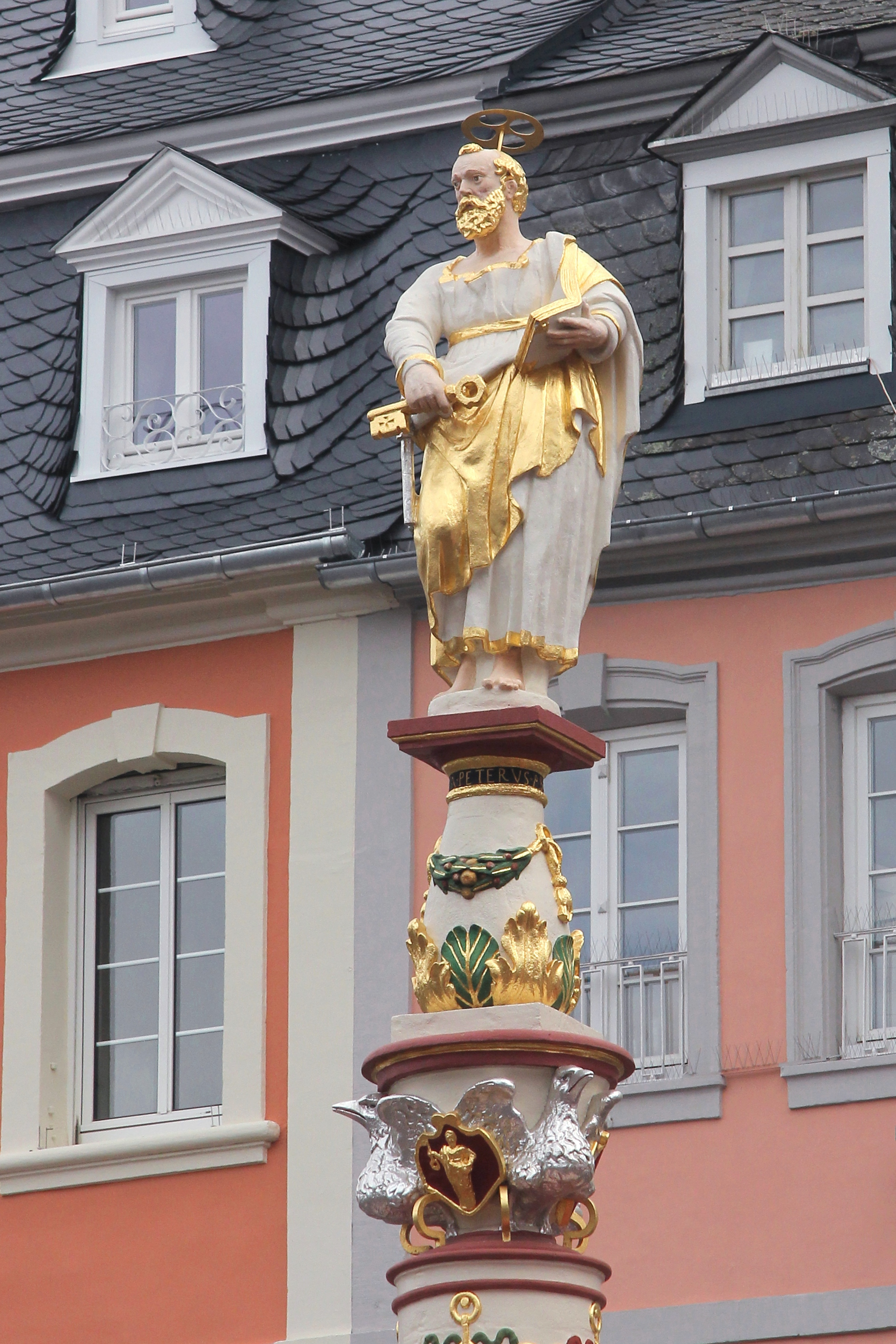
Petrus 2014

Im Zweiten Weltkrieg erlitt der Brunnen keine großen Schäden, da er rechtzeitig durch Mauerwerk vor Bomben- und Granatsplittern geschützt worden war. 1982/83 wurde er aufwendig saniert. Da nur sehr geringe Reste der ursprünglichen Bemalung festzustellen waren, wurde eine neue Farbfassung nach Vergleichen mit anderen Kunstwerken aus der Entstehungszeit des Brunnens entwickelt. 2004 erhielt der Brunnen einen neuen Anstrich. 2013/14 erfolgte eine weitere gründliche Restaurierung, bei der vor allem Schäden am Steinmaterial beseitigt werden mussten, anschließend wurde die Farbfassung wiederum erneuert. Auch die Brunnentechnik musste komplett ersetzt werden, zudem erhielt der Brunnen eine neue Beleuchtung.
Jedes Jahr zum Beginn des Altstadtfestes wird der Figur des heiligen Petrus ein Blumenstrauß angesteckt, um für schönes Wetter an den Feiertagen zu sorgen.

### Weitere Sehenswürdigkeiten
- Der Hauptmarkt und seine Umgebung bilden die Denkmalzone Marktbezirk. Als Einzeldenkmäler sind auf dem Hauptmarkt neben dem Marktkreuz, dem Petrusbrunnen und der Kirche St. Gangolf die Gebäude Nr. 4, 5, 6 (Löwen-Apotheke), 11 (Treppenturm), 12 (Fassade und Keller), 13, 14 (Steipe), 15/16, 17, 19/20 (Domhotel), 21 (Fassade und Keller), 22/23 sowie die kleine Judenpforte gelistet.
- An der Ostseite des Platzes ist in der Fassade der „Alten Hauptwache“ eine Gedenkplatte für Cläre Prem angebracht.
- An der Gabelung der Graben- in die Brot- und die Palaststraße, hinter dem Chor von St. Gangolf, steht ein Nachbau eines der mittelalterlichen Pranger.

Hauptmarkt
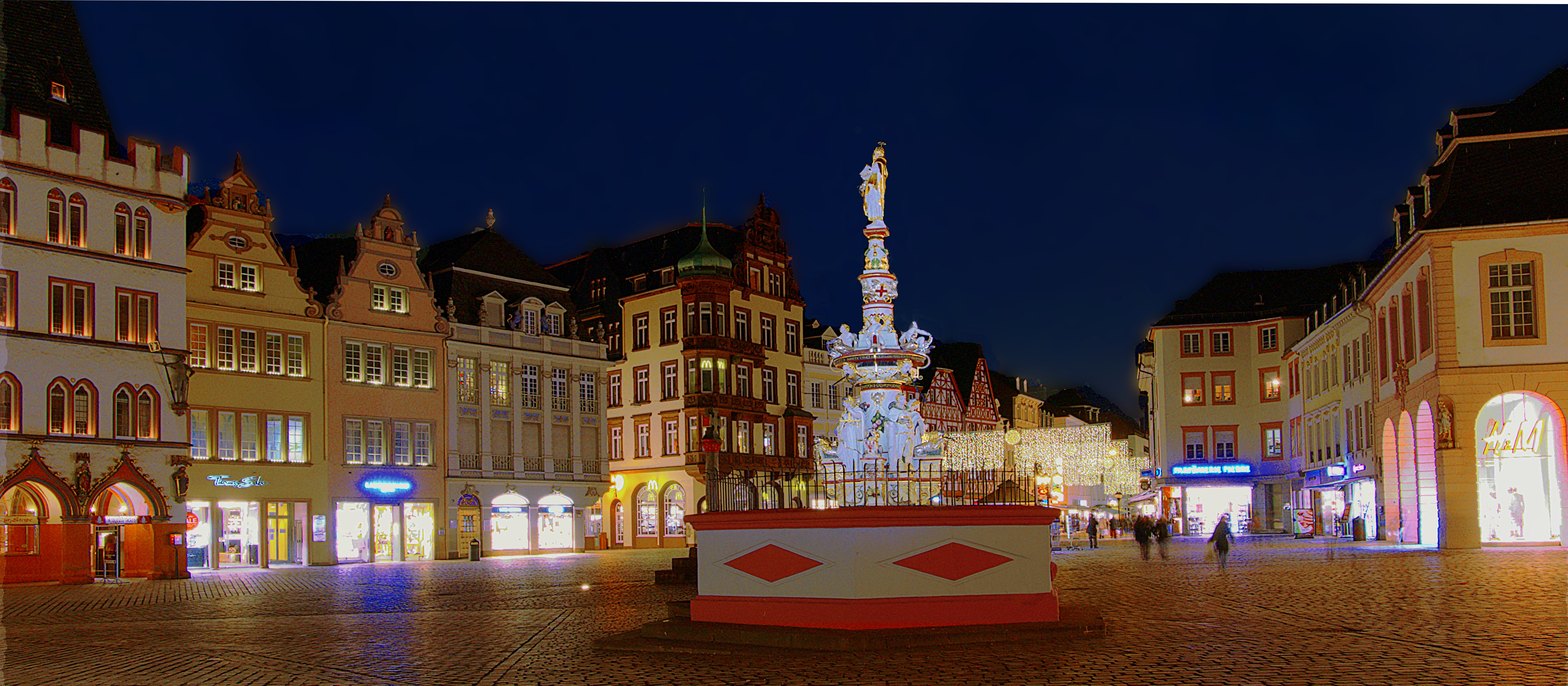
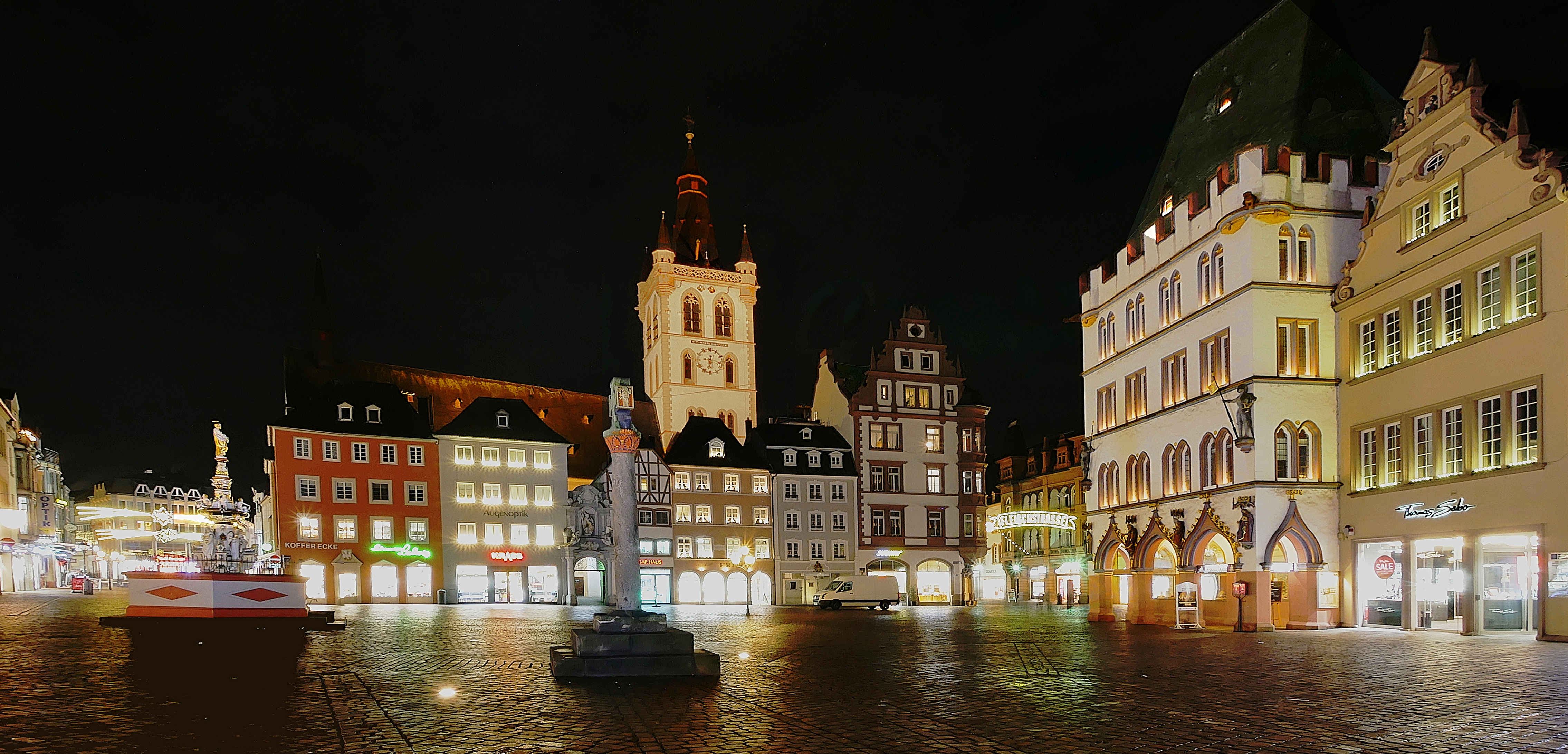

## Veranstaltungen

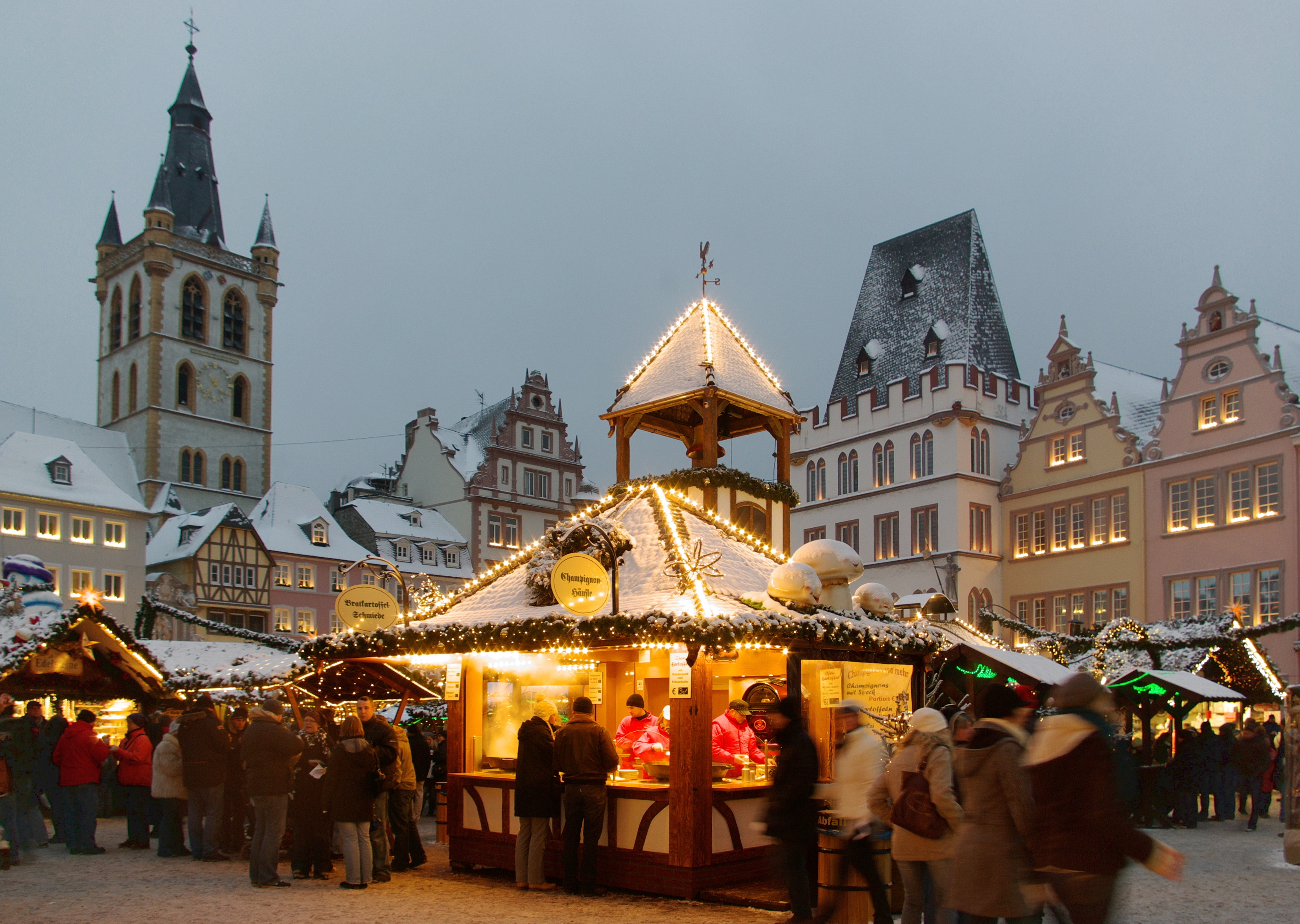
Weihnachtsmarkt

Auf dem Hauptmarkt finden alljährlich folgende Veranstaltungen statt:
- Straßenkarneval (Weiberdonnerstag und Rosenmontagszug)
- Altstadtfest (dieses erstreckt sich von der Porta Nigra im Norden bis zum Viehmarkt im Süden) Ende Juni
- Weihnachtsmarkt (inkl. dem unweit gelegenen Domfreihof) im Dezember
- Silvesterlauf
- Fronleichnamsprozession (mit Messe)